# Apostolisches Vikariat San Andrés y Providencia
Das Apostolische Vikariat San Andrés y Providencia (lat.: Apostolicus Vicariatus Sancti Andreae et Providentiae) ist ein in Kolumbien gelegenes römisch-katholisches Apostolisches Vikariat mit Sitz in San Andrés. Es umfasst die Provinz San Andrés und Providencia.

## Geschichte
Papst Pius X. gründete am 20. Juni 1912 die Mission sui juris San Andrés y Providencia aus Gebietsabtretungen des Erzbistums Cartagena. Am 14. November 1946 wurde sie zur Apostolischen Präfektur und am 5. Dezember 2000 zum Apostolischen Vikariat erhoben.

## Ordinarien

### Apostolische Superiore von San Andrés y Providencia
- Riccardo Turner MHM (1912–1926, verstorben)
- Eugene Carcagente OFMCap (23. Juli 1926–14. November 1946)

### Apostolische Präfekten von San Andrés y Providencia
- Eugene Carcagente OFMCap (14. November 1946–21. Oktober 1952)
- Gaspar de Orihuela OFMCap (9. Januar 1953–1966)
- Alfonso Robledo de Manizales OFMCap (11. Januar 1966–1972)
- Antonio Ferrándiz Morales OFMCap (24. März 1972–10. November 1998)

### Apostolische Vikare von San Andrés y Providencia
- Eulises González Sánchez (5. Dezember 2000–16. April 2016)
- Jaime Uriel Sanabria Arias (seit 16. April 2016)